# Средний Алеус
Средний Алеус — село в Ордынском районе Новосибирской области России. Входит в состав Устюжанинского сельсовета.

## География
Площадь села — 30 гектаров.

## Население
| 2002 | 2007 | 2010 |
| ---- | ---- | ---- |
| 290  | ↘272 | ↘201 |

## Инфраструктура
В селе по данным на 2007 год отсутствует социальная инфраструктура.